# چرخند گابریل
چرخند گابریل (انگلیسی: Cyclone Gabrielle) نام توفند شدید استوایی بود که نیوزیلند و جزیره نورفولک را در فوریه ۲۰۲۳ تحت تأثیر قرار داد. این پنجمین طوفان نام‌گذاری شده فصل طوفان ۲۰۲۲–۲۳ منطقه استرالیا و اولین توفند شدید گرمسیری ۲۰۲۲–۲۳ در اقیانوس آرام جنوبی بود. در ۶ فوریه از این توفند به عنوان یک چرخند سبک استوایی در حال توسعه یاد شد، این در حالی بود که در جنوب جزایر سلیمان قرار داشت. پیش از اینکه به عنوان یک طوفان گرمسیری طبقه‌بندی شود و توسط اداره هواشناسی استرالیا گابریل نامیده می شد. این سیستم قبل از حرکت به سمت حوضه اقیانوس آرام جنوبی به یک توفند شدید گرمسیری رده ۳ رسید، سپس در ۱۱ فوریه به سرعت به یک‌نیمه گرمسیری تبدیل شد.
با نزدیک شدن گابریل، جزیره نورفولک تحت هشدار قرمز قرار گرفت، در حالی که هشدارهای باران و باد شدید در سراسر جزیره شمالی نیوزیلند صادر شد. وضعیت اضطراری که قبلاً در اوکلند و کوروماندل در نتیجهٔ سیل‌های جزیره شمالی در سال ۲۰۲۳ برقرار بود، تمدید شد و وضعیت‌های اضطراری جدیدی در مناطق دیگر اعلام شد. طوفان از ۱۲ فوریه تا ۱۶ فوریه نیوزیلند را تحت تأثیر قرار داد و از ۱۴ فوریه وضعیت اضطراری ملی در این کشور اعلام شد.

چرخند گابریل در حال افزایش شدت خود در ۸–۹ فوریه در ساحل استرالیا